# Oncopera
Genre
Oncopera est un genre de lépidoptères (papillons) de la famille des Hepialidae dont les espèces sont toutes endémiques d'Australie.

## Systématique
Le genre Oncopera a été créé en 1856 par l'entomologiste britannique Francis Walker (1809-1874).

## Liste des espèces
Selon BioLib (3 novembre 2022) :
- Oncopera alboguttata Tindale, 1933
- Oncopera alpina Tindale, 1933
- Oncopera brachyphylla Turner, 1925
- Oncopera brunneata Tindale, 1933
- Oncopera commoni Simonsen, 2018
- Oncopera epargyra Turner, 1925
- Oncopera fasciculatus (Walker, 1869)
- Oncopera intricata Walker, 1856
- Oncopera intricoides Tindale, 1933
- Oncopera mitocera Turner, 1911
- Oncopera parva Tindale, 1933
- Oncopera rufobrunnea Tindale, 1933
- Oncopera tindalei Common, 1966